# Matanza del Valle del Lašva
La matanza del Valle de Lašva, o el caso del Valle de Lašva (del inglés: Lašva Valley ethnic cleansing, Lašva Valley case), hace referencia a los numerosos crímenes y matanzas cometidos durante la guerra de Bosnia en dicha región balcánica.

## Crímenes y matanzas
Los crímenes fueron cometidos por el brazo armado croata de Bosnia-Herzegovina y auspiciados por sus líderes políticos y militares contra sus propios vecinos bosnios, de credo musulmán. Bajo los preceptos del liderazgo croata eran considerados una interferencia para la toma de la región del Valle de Lašva, una región estratégica para la actual República de Bosnia-Herzegovina.
La campaña, planeada y ejecutada desde mayo de 1992 hasta abril de 1993, tuvo como objetivo lograr las aspiraciones marcadas por nacionalistas croatas en noviembre de 1991.Así, los bosnios del valle de Lašva fueron objeto de persecuciones tanto por motivos políticos como raciales y religiosos, en el contexto de la amplia acción militar de la que fueron objeto los civiles en la región y ello, de forma planificada.
Para ello ejecutaron: matanzas en grupo, violaciones de mujeres y niñas, retenciones en campos de detención (luego transformados en campos de exterminio), destrucción del patrimonio cultural y sus monumentos, así como daños a la propiedad privada. Estos actos fueron acompañados de propaganda anti-bosnia, particularmente en los municipios de Vitez, Busovača, Novi Travnik y Kiseljak.
El Tribunal Penal Internacional para la antigua Yugoslavia (TPIY) consideró probados estos hechos en sus sentencias, calificándolos como crímenes contra la humanidad, emitiendo veredictos de condena contra los líderes políticos y militares croatas, siendo la más notable la impuesta al vicepresidente de la autoproclamada república croata de Bosnia, Dario Kordić,.
Basándose en las numerosas evidencias presentadas de los ataques perpetrados por el Consejo Croata de Defensa (HVO), el TPIY en el caso Kordić - Čerkez, concluyó que en abril de 1993, el liderazgo croata tenía un plan encaminado al genocidio de bosnios del valle de Lašva y que dicho plan fue ejecutado.
Dario Kordić, cabeza visible del liderazgo local croata, fue hallado culpable de planificar e instigar las acciones genocidas y las campañas de exterminio ejecutadas por el brazo armado croata.Según lo establecido por el Centro de Investigación y Documentación de Sarajevo (IDC), se cifran los asesinatos en más de 2000, sin contar los desaparecidos o muertos en el citado periodo y valle.

## Antecedentes
Durante la desintegración de Yugoslavia, los objetivos compartidos por los croatas nativos también eran aceptados dentro de la comunidad croata en Bosnia y Herzegovina. El partido en el poder en la República de Croacia, la radical Unión Democrática de Croacia (HDZ), fundó y dirigió un brazo similar en Bosnia-Herzegovina, la Unión Democrática Croata en Herzeg-Bosnia (HDZ). En las postrimerías del año 1991, la rama más extrema, bajo el mando de Mate Boban, Dario Kordić, Jadranko Prlić, Ignac Koštroman y otros reconocidos líderes locales como Anto Valenta, contaron con el apoyo de Franjo Tuđman y Gojko Šušak, y se hicieron con el control del partido. El 18 de noviembre de 1991, la rama del partido en Bosnia y Herzegovina, proclamó la existencia de la comunidad croata en el país como una sola entidad, y diferenciada política, cultural, económica y territorialmente, dentro del territorio de Bosnia y Herzegovina.
En las declaraciones realizadas ante la ICTY, se ilustra este hecho en unos minutos de una conversación secreta hecha pública en uno de sus procesos; tuvo lugar el 12 de noviembre de 1991entre Mate Boban y Dario Kordić signando un acuerdo entre ambas partes.
El 10 de abril de 1992, Mate Boban decreta que las Fuerzas de Defensa Territorial de Bosnia-Herzegovina (TO),  sería declaradas ilegales en el autoproclamado territorio croata. El 11 de mayo, Tihomir Blaškić declaró a las TO bosnias como ilegales en el territorio de la municipalidad de Kiseljak.

## Discriminación
Durante el año 1992, las autoridades y civiles bosnios de los poblados de Vitez, Busovača y Kiseljak fueron regularmente discriminados por su raza y credo. Las condiciones de vida empeoraron rápidamente y muchos decidieron el abandonar sus casas y propiedades trasladándose a las municipalidades donde hubieran mayoría bosnia. Los que permanecieron en estos villorrios se vieron obligados a visualizar y aceptar: la primera destrucción de mezquitas y residencias bosnias, las primeras masacres de civiles y los primeros actos de asalto y pillaje .

### Vitez
En abril de 1992, los líderes croatas de la zona ordenaron a los gobernadores de la municipalidad de ascendencia bosnia,  acatar sus órdenes, provenientes del mando central de la autoproclamada Comunidad croata en Herzeg-Bosnia. El 20 de mayo del mismo año, un soldado del Ejército de Bosnia fue asesinado frente al Hotel Vitez, mientras otros dos fueron capturados y apaleados. En junio, formaciones militares croatas tomaron control sobre los cuarteles en Vitez y se apoderaron de la sede de la Asamblea Municipal izando las banderas de Herzeg-Bosnia y Croacia. En noviembre la municipalidad introdujo nuevos impuestos y requirió a las autoridades locales para que firmaran una declaración de alianza y fidelidad al nuevo gobierno croata, amenazando a quienes no obedecieran con su expulsión. Muchos bosnios rehusaron el acuerdo denegándoseles, a partir de ese momento,  el acceso a instituciones públicas que quedaron en manos de los militares croatas.

### Busovača
También en Busovača aplicaron las mismas prácticas. El 10 de mayo de 1992, Dario Kordić decidió revocar el acuerdo de distribución de armas que se había firmado con las Fuerzas de Defensa Territorial de Bosnia, y les obligaron a deponer todas las armas tomando el control de los cuarteles. Posteriormente enviaron un ultimátum a los mandos y autoridades bosnias llamándolos a su rendición, a deponer todas sus armas y declararse supeditados a las órdenes del mando croata. Por medio de un decreto de fecha del 22 de mayo de 1992, Dario Kordić y Florian Glavočević procedieron a dar a las HVO todos los poderes administrativos generales sobre la municipalidad. Tras estos decretos, las autoridades bosnias fueron excluidas de la toma de decisiones y de las estructuras políticas, perdiendo todo su poder que quedó en manos croatas. Las fuerzas croatas tomaron las instalaciones de la televisión estatal en la estación situada en Skradno y crearon sus propios programas de radio y televisión transmitiendo propaganda anti-bosnia. Izaron el pabellón croata y se impuso el dinar croata como única moneda. Durante este periodo los bosníacos en Busovača fueron forzados a firmar un acta de subordinación a las autoridades croatas, fueron víctimas de numerosos ataques a tiendas y negocios y, gradualmente, abandonaron las áreas que habitaban por miedo a ser objeto de los crímenes que se cometían en masa.

### Kiseljak
Prácticas similares se ejecutaron en Kiseljak, de abril a noviembre de 1992. El general Blaškić expulsó a las Fuerzas de Defensa Territorial de Bosnia acantonadas en los anteriores cuarteles del Ejército Popular Yugoslavo (JNA) el 14 de mayo de 1992.

## Genocidio
En junio de 1992, el foco de la atención cambió a Novi Travnik, donde los esfuerzos de los croatas para mantener el control se encontraron con fuerte resistencia. El 18 de junio de 1992, las fuerzas del gobierno bosnio acuarteladas en Novi Travnik recibieron un ultimátum de las HVO exigiendo la abolición del gobierno bosnio y de sus instituciones, conminandoles a supeditarse al mando efectivo de las HVO y solicitándo la expulsión de los refugiados bosníacos en un plazo de 24 horas El 19 de junio de 1992 estalló el conflicto, los combates duraron cerca de dos horas. El cuartel general de las fuerzas de defensa territorial bosnias, la escuela primaria y el puesto de correos fueron atacados por unidades croatas locales, en las que se incluyeron unidades provenientes de Vitez y Busovača. Los bosníacos en la parte baja del poblado fueron objeto de violanciones y matanzas.
Durante el mes de agosto de 1992, las fuerzas croatas lanzaron ataques a los caseríos de Duhri, Potkraj, Radanovići y Topolei, incendiaron residencias y vandalizaron negocios propiedad de bosníacos. Como consecuencia de ello, muchos civiles empezaron a abandonar el enclave
La sala del tribunal TPIY,   en el "caso Kordić y Čerkez" declaró probada la persecución de civiles en la región de Bosnia central y sus municipalidades, especialmente las que fueron tomadas por las fuerzas armadas y paramilitares croatas: Busovača, Novi Travnik, Vareš, Kiseljak, Vitez, Kreševo y Žepče. Dichos hechos siguieron un patrón poniendo de manifiesto que las fuerzas del HVO lanzaron una campaña contra la etnia bosniaca con la esperanza de que su autoproclamada Comunidad Croata de Herzeg-Bosnia se pudiera escindir de Bosnia y Herzegovina y unificarla a Croacia.
Para diciembre de 1992, la Bosnia central fue controlada por las fuerzas croatas tomando el control de las municipalidades de la región del Valle de Lašva

### Bombardeo a Gornji Vakuf
Gornji Vakuf es un poblado al sur del Valle de Lašva, y también una posición de alto valor estratégico al tener allí un cruce de autopistas en ruta a la región de Bosnia central. Hay que hacer un recorrido de 48 kilómetros desde Novi Travnik hasta Vitez, trayecto que toma una hora de viaje en un vehículo blindado. Para los croatas era una muy importante conexión entre el Valle de Lašva y Herzegovina, dos territorios incluidos en la autoproclamada Comunidad Croata de Herzeg-Bosnia.
El 10 de enero de 1993, justo después de iniciar las hostilidades en Gornji Vakuf, el comandante de las HVO, Luka Šekerija; envió un "Documento Militar de alto secreto", requiriendo al Coronel Blaškić y a Dario Kordić el suministro de armamento. Los combates se trasladaron fuera del casco urbano de Gornji Vakuf el 11 de enero de 1993, y luego se llevó a cabo una operación de bombardeo. Unidades croatas instalaronn un artefacto explosivo en un hotel de propiedad bosníaca para posteriormente usarlo como un cuartel militar; combates generalizado durante el resto de la jornada serían complementados con bombardeos de artillería y morteros de gran calibre .
Durante las negociaciones para el cese de hostilidades, llevadas a cabo en el cuartel general del Britbat en Gornji Vakuf, el coronel Andrić, representante de las HVO, demandó que las fuerzas bosnias depusieran sus armas y aceptaran el control de las HVO en el poblado, amenazando con que, de no acceder a dicha proposición, reducirían Gornji Vakuf a escombros. Las propuestas de las HVO no serían aceptadas por el ejército bosnio y los ataques continuaron seguidos a su vez de masacres de civiles musulmanes en las villas vecinas de Bistrica, Uzričje, Duša, Ždrimci y Hrasnica. Al mismo tiempo, las fuerzas croatas justificaronel ataque sobre Gornji Vakuf en que allí había una seria oposición por parte de combatientes muyahidín, algo negado por testigos presentes en la zona.

### Masacre de Busovača
La mañana del 25 de enero de 1993, las fuerzas croatas atacaron la parte bosnia del poblado de Busovača conocida como Kadića Strana, siguiendo instrucciones dadas en el ultimátum del 20 de enero e incluyó el bombardeo de los poblados circundantes. En un altavoz se escuchó un comunicado pidiendoles la rendición inmediata. En un reporte de la policía se señala que hubo unos 43 muertos en Busovača, entre enero y febrero de 1993. Los bosnios restantes (un total de 90) fueron rodeados y retenidos en la plazoleta central del villorrio, las mujeres y los niños (cerca de 20 en total) fueron devueltos a sus hogares y los hombres (70 en total), algunos jóvenes entre los 14–16 años, fueron llevados en autobuses a los campos de detención de Kaonik. Tras estos hechos, los actos de violencia continuarían.

### Masacre de Ahmići

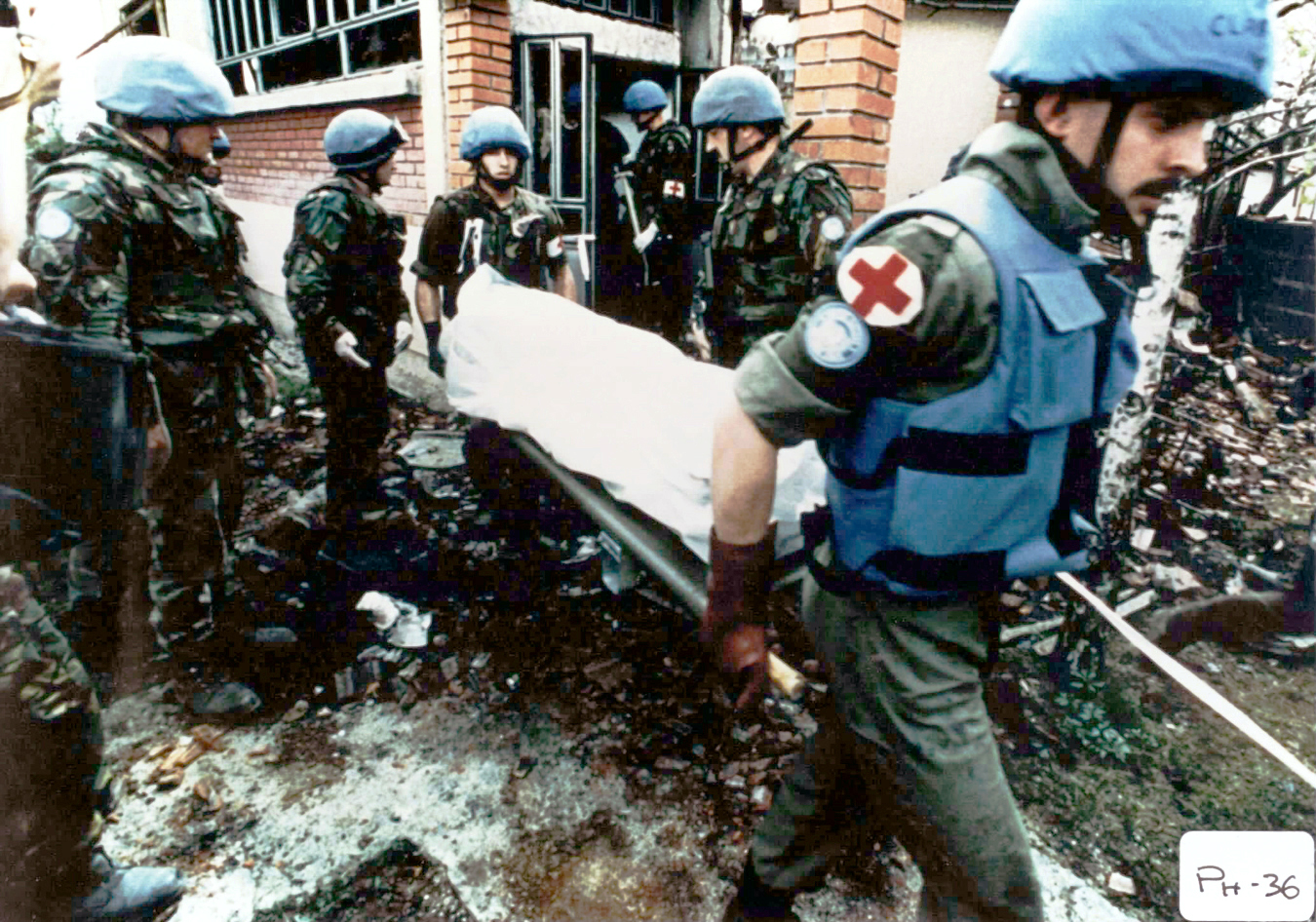
Miembros del Cuerpo de Paz de las Naciones Unidas evacuando los cuerpos en Ahmići, en abril de 1993. (Fotografía provista por cortesía del TPIY).

La masacre de Ahmići sería la culminación de las acciones bélicas y la mayor masacre cometida durante el conflicto entre croatas y el gobierno bosniaco.
El ataque principal se inicó a las 05:30 horas (hora local) del 16 de abril de 1993. El HVO comenzó a bombardear la parte bosnia y prosiguió con la matanza de la mayoría de los bosníacos, incluidas mujeres, ancianos y niños. Destruyeron una gran cantidad de hogares y causaron graves daños a las dos mezquitas del poblado. Se estima que murieron 120 personas, el más joven sería un bebé de tres meses de edad que fue ametrallado en su cuna, y el de mayor edad fue una mujer de 81 años.

#### Escenario y antecedentes
El 3 de abril de 1993, el alto mando croata se reúne en Mostar para la discusión del Plan de paz Vance-Owen Deciden la creación de "Provincias (cantones) croatas"  reubicando a las Fuerzas Armadas de Bosnia y poniéndolas bajo el mando del comando general de las HVO. 

#### Un ataque organizado
El viernes 16 de abril de 1993, a las 05:30 horas (hora local); las fuerzas croatas atacaron simultáneamente Vitez, Stari Vitez, Ahmići, Nadioci, Šantici, Pirići, Novaci, Putiš y Donja Večeriska. El general Blaškić habló de al menos 20 o 22 sitios de combates simultáneos, todos en la cercanía o en la vía que enlaza Travnik, Vitez y Busovača. En el juicio del ICTY quedó demostrado que fue un acto totalmente planeado contra el total de los habitantes bosníacos en dichos poblados. El ataque estuvo precedido de algunas declaraciones en las que se anunciaban que el conflicto entre las fuerzas croatas y las fuerzas bosnias eran inminente. El día del ataque, las líneas telefónicas fueron cortadas haciendo que cualquier intento de comunicación con el exterior fuera imposible.
Los habitantes croatas de dichas villas fueron advertidos de los ataques y algunos de ellos se involucraron en la preparación de los mismos. Las mujeres croatas y sus niños ya habían sido evacuados en la madrugada del día de las confrontaciones. El método elegido para los ataques demostraba un alto nivel de preparación. Los ataques en áreas urbanas, como los llevados a cabo en el casco urbano de Ahmići, detallan que fueron operaciones planeadas minuto a minuto, de manera minuciosa, y que apuntaban al exterminio o la expulsión de la población bosnia. En el atardecer del 15 de abril ya se detectaron movimientos inusuales de las HVO. En la mañana del 16 de abril, las fuerzas principales cercaron los accesos viales,  el ataque ocurrió desde tres flancos y fue realizado para forzar la evacuación de la población civil hacia el sur, en donde tropas de francotiradores de élite con sofisticados rifles dispararon contra civiles desarmados que escapaban.
Otras tropas, organizadas en comandos de asalto pequeños de cinco a diez hombres, fueron de casa en casa matando a los hombres e incinerando las viviendas con mujeres y niños dentro. El ataque se saldó con la masacre de los habitantes bosníacos y la destrucción de los poblados.Entre los más de 100 muertos, se encontraron los cadáveres de 32 mujeres y de 11 niños y niñas menores de 18 años. El principal objetivo de la artillería de las HVO era apoyar a la infantería y destruir las estructuras que no pudiera tomarse. La mezquita, fue objeto de ataques con un arma de gran calibre y posteriormente, el minarete fue volado por una bomba puesta por Bralo y Jukić.

#### Asesinato de civiles
Muchos de los habitantes, en especial hombres, fueron usados de dianas de tiro. Algunos de los comandos croatas de la HVO rodearon y dispararon, matando a los pobladores. Más de una veintena de civiles fueron asesinados en Donji Ahmići al tratar de escapar del pueblo. Los habitantes que intentaron huir cruzaron un campo, fueron tiroteados con armas de precisión.Expertos militares concluyeron que debieron ser objeto de disparos de francotiradores. Otros cuerpos encontrados en las ruinas de las casas, se hallaron totalmente chamuscados al extremo de que no pudo ser posible su identificación; sus posturas post mortem, sugrieron que fueron quemados cuando aún estaban vivos. Entre las víctimas había muchas mujeres y niños.
Un observador de la Misión de Observación de la Unión Europea para la Ex-Yugoslavia (MOCE), también conocida como Misión de Observación de la Comunidad Europea (ECMM) dijo que había visto cuerpos de niños y al verificarse las posiciones de los cadáveres , presumiblemente habrían perecido víctimas de la llamas y en intensa agonía: "algunos de ellos en sus casas, y las imágenes (que vio) eran de absoluto terror y traumatizantes, a causa, no solo de los cadáveres, ni del hecho de que todos ellos estaban calcinados y de que, obviamente, habían sido quemados con lanzallamas, se habían quemado la mayoría de los cuerpos, estando con vida, y este fue el caso de varios de los cuerpos que presencié...". De acuerdo al reporte del observatorio de la misión ECMM, al menos 103 personas fueron asesinadas durante el ataque en Ahmići.

#### Destrucción de propiedades

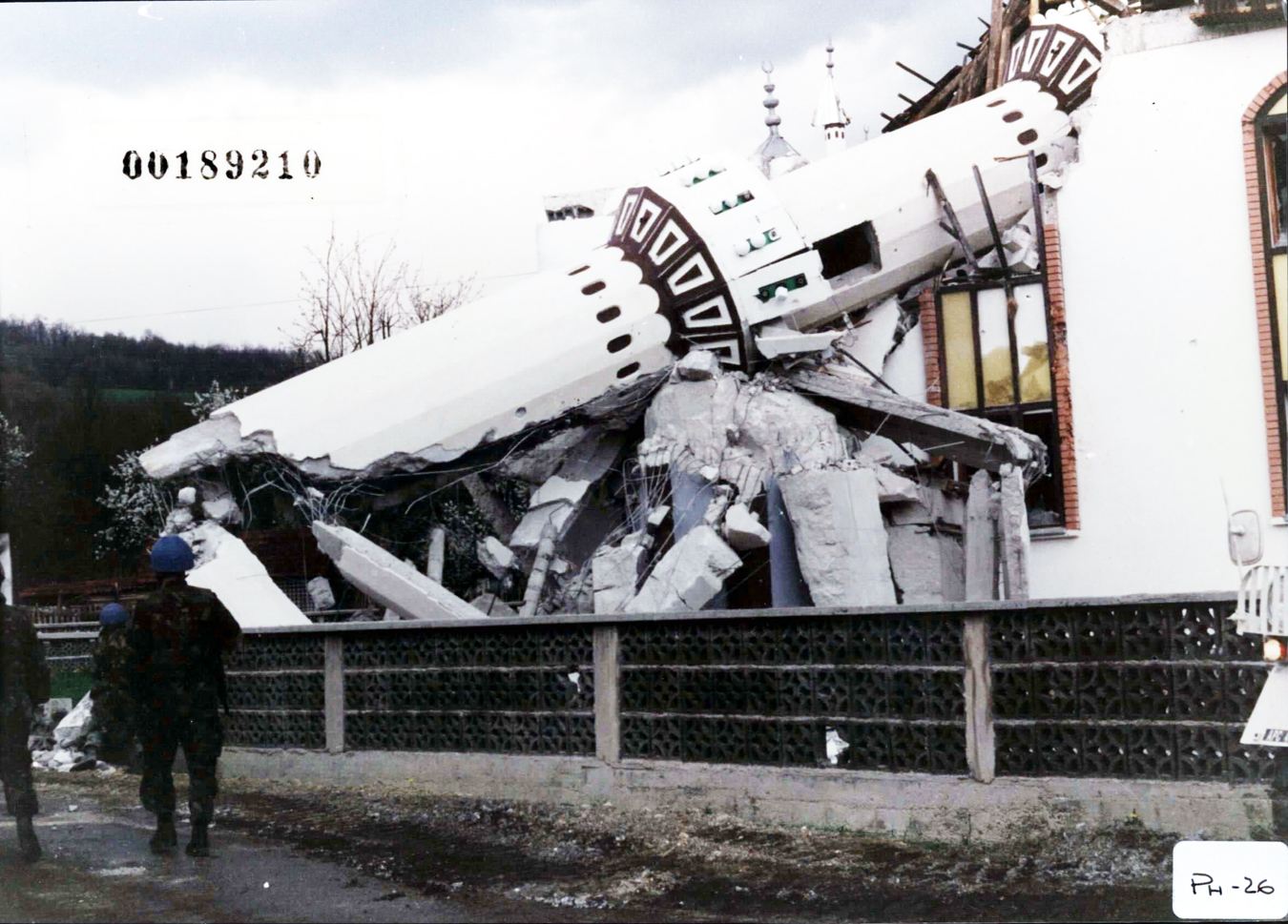
El minarete de una mezquita en Ahmići después de ser bombardeado, en abril de 1993. (Fotografía provista por cortesía del tribunal TPIY).

De acuerdo al reporte del Centro para los Derechos Humanos en Zenica, 180 de las 200 casas bosníacas existentes en Ahmići fueron quemadas durante los ataques. La Comisión de los Derechos Humanos hizo el mismo hallazgo en sus reportes datados el 19 de mayo de 1993. De acuerdo al informe de la misión de ECMM, prácticamente todas las mezquitas y residencias religiosas musulmanes en las villas de Ahmići, Nadioci, Pirići, Sivrino Selo, Gaćice, Gomionica, Gromiljak y Rotilj habían sido incendiadas. La mayor parte de los templos religiosos musulmanes fueron reducidos a escombros y destruidos. Dos de la mezquitas fueron deliberadamente minadas, al descubrirse dentro de sus estructuras las pruebas de depósitos de explosivos. La mezquita de Donji Ahmići fue destruida con explosivoscolocados en la base de su minarete (visto en la imagen).

#### Combatientes involucrados
Las tropas involucradas en los ataques eran principalmente los regimientos de Policía Militar del cuarto batallón y, en particular;  la "Unidad Džokeri (Guasón)". Los Džokeri (Guasónes), eran una unidad de élite antiterrorista con una veintena de miembros y fue creada en enero de 1993 por mandos de la policía militar al mando de Zvonko Voković. Su misión era la de perpetrar y llevar a cabo ataques y misiones especiales como labores de sabotaje. Otras fuerzas participantes incluían la "Unidad Vitezovi", la "Brigada Viteška" del municipio de Vitez, la brigada "Nikola Šubić Zrinski" de Busovača, junto a la "Brigada Domobrani" (unidades encargadas de cada villa en concordancia con la decisión tomada en Mostar del 8 de febrero de 1993) y estacionadas en Ahmići, Šantići, Pirići y Nadioci. Muchos testigos en el caso Blaškić también citan que los soldados portaban el emblema del Ejército de Croacia. La mayoría de los habitantes croatas de dichas villas a su vez participaron en los ataques. Ellos eran miembros de Domobrani como Slavko Miličević, del sector Donji Ahmići, Žarko Papić del área de Zume, Branko Perković en Nadioci y Zoran Kupreškić en Grabovi (un área en el centro de Ahmići), Nenad Šantić y Colic en Šantići.

#### Negación de los hechos
Tras la masacre, los líderes y la dirigencia croat, trataron de negar la masacre o la hicieron pasar por un "hecho ficticio" en otras partes del mundo y ante los medios de prensa que ya cubrían sus actos en la guerra. Dario Kordić denegó ante Payam Akhavan, un investigador del Centro de las Naciones Unidas para los Derechos Humanos; que las HVO estuvieran involucradas en la masacre de Ahmići declarando que sus hombres, como buenos cristianos, nunca serían capaces de semejantes vejaciones y acusó a los serbios o a los bosníacos de dichos actos y que no habría necesidad de una investigación seria. Una respuesta similar fue dada por el general croata Tihomir Blaškić al coronel inglés Stewart,  ante la presencia de Kordić.

### Masacre de Vitez

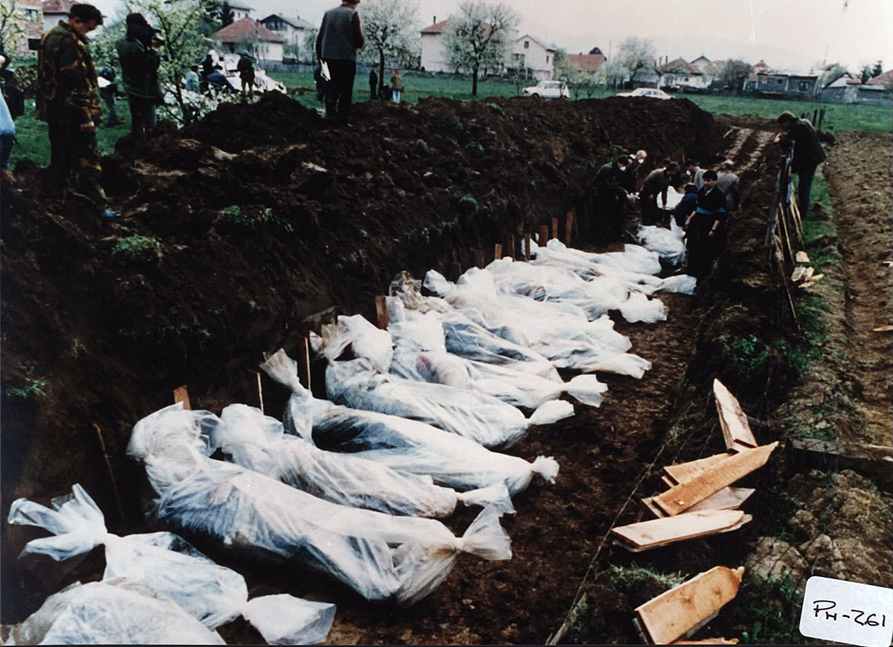
Cuerpos de personas asesinadas en abril de 1993, cerca de Vitez; Bosnia y Herzegovina. (Fotografía provista por cortesía del TPIY).

A tempranas horas del 16 de abril de 1993 (cerca de las 5:45 o 6:00 a. m., hora local) las áreas bosnias de Vitez y Krušćica fueron atacadas por comandos croatas de artillería incluyendo disparos de mortero de varios calibres. De acuerdo a la opinión de expertos y militares profesionales británicos, el Ejército de Bosnia y Herzegovina fueron tomados de forma desprevenida Los soldados de las HVO,vistiendo uniformes de camuflaje entraron en las calles de Vitez, arrestando a los habitantes bosnios y asesinando a varios de ellos en sus apartamentos y residencias. Los mandos bosnios prominentes del poblado fueron posteriormente arrestados. Anto Breljaš, un antiguo miembro de la "Unidad Vitezovi", adjudicó a la "Brigada Viteška" del HVO el ataque sobre Stari Vitez, pero los componentes de la unidad detenidos negaron posteriormente haber tomado parte en la masacre en Ahmići como unidad, al tiempo que uno o dos testimonios individuales de algunos soldados confirmaron el hecho.
Dos poblados, el de Donja Večeriska y el de Gornja Večeriska, en las cercanías a Vitez fueron atacados el mismo día. En la noche del día 15 de abril de 1993, muchos croatas abandonarían Donja Večeriska.  La mayoría de los hogares bosníacos fueron quemados. Al menos ocho personas murieron en el ataque y la villa sería destruida por el fuego de la artillería restante y explosiones posteriores.
En total, 172 bosníacos en el poblado de Vitez fueron asesinados y más de 5.000 expulsados , 420 construcciones fueron arruinadas por los ataques, entre ellas, tres mezquitas, dos seminarios musulmanes y dos escuelas del mismo credo.

#### Ataques terroristas contra Stari Vitez
Los combates en Vitez continuaron después del 16 de abril de 1993 y la parte vieja del poblado de Stari Vitez permanecía bajo el mando del gobierno Bosnio. Las HVO rodearon la población e iniciaron una serie de ataques violentos seguido de un asedio, que duraría dese abril de 1993 hasta febrero de 1994. 
El 18 de abril de 1993 un carrotanque que contenía más de 500 kilogramos de explosivos estalló cerca de la mezquita de Stari Vitez, destruyendo las oficinas del mando de guerra de Bosnia, matando al menos seis ciudadanos y causando unos 50 heridos. El tribunal ICTY aceptó que esta acción era un puro acto de terrorismo y que su objetivo era la población civil bosnia de Stari Vitez Fue adjudicado a elementos de las fuerzas armadas croatas.

### Caseríos de Busovača
Los poblados de Lončari, Merdani y Putiš se encontraron en el área del este de Ahmići y al norte de Busovača. Tras los ataques de enero de 1993,  parte de los civiles se desplazaron hacia el casco urbano de Zenica para retornar después. Posteriormente serían atacados por las HVO en abril. Las villas cercanas a Putiš fueron atacadas en abril de 1993, una emboscada por parte de tropas croatas enmascaradas atacaron las poblaciones de Očehnići disparando balas incendiarias contra las residencias que quedaron arrasadas por el fuego. Los habitantes estaban desarmados y nunca pusieron resistencia. De acuerdo a los reportes de los testigos,  Paško Ljubičić acusado de crímenes de guerra por el TPIY, era el líder de la unidad que había atacado al poblado y bajo las órdenes del brigadier Duško Grubešić, comandante de la "Brigada Zrinski" de las HVO, recibió la orden de «limpiar de musulmanes» el área. Alrededor de veinte hombres de Lončari fueron detenidos y llevados a un campo de detención en Kaonik. Tras su llegada, fueron alineados y sus pertenencias de valor les fueron sustraídas por soldados de las HVO.

### Caseríos de Kiseljak
El 18 de abril de 1993, los habitantes de etnia bosníaca de la municipalidad de Kiseljak sufrieron intensos ataques por orden del coronel Blaškić que pretendió capturar dos de los caseríos que "estuvieran con los o donde habitaran fuerzas enemigas". Así, los caseríos de Gomionica, Svinjarevo y de Behrići (todos conectados por la carretera principal) fueron atacados por los combatientes de las HVO, junto a los villorrios de Rotilj, Gromiljak, Polje Višnjica y los que tuvieran población en su mayoría de etnia bosníaca en esta parte de la municipalidad de Kiseljak. Los pobladores bosníacos eran expulsados; los que se resistían, eran asesinados y sus casas y mezquitas incendiadas o demolidas. En el caso de los caseríos de Rotilj, los civiles bosníacos en las Fuerzas de Defensa Territorial (TO) les preguntaron si se rendían antes de ser bombardeados.
Las HVO lanzaron ataques en el caserío de Svinjarevo con disparos de morteros de calibres 60, 80 y 120 milímetros y armas antiaéreas. Cuando el ataque de la artillería cesó, los soldados de la Defensa Territorial Bosnia organizaron la evacuación de cerca de 200 civiles. La fuerza de infantería de las HVO entró a Svinjarevo y en los caseríos vecinos de Rauševac, Puriševo, Japojrevo y Jehovac, incendiando varias casas donde residían musulmanes bosnios y asesinando a diez civiles. Los ataques seguirían hasta el 23 de abril de 1993.
Cuando los observadores de la misión de la Unión Europea visitaron los caseríos, encontraron que los civiles de etnia bosnia habían abandonado sus hogares que habían sido quemados por los invasores. La misión concluyó que se produjeron actos de genocidio en el área. El tribunal TPIY halló que Dario Kordić estuvo involucrado en esos ataques en una municipalidad a 25 kilómetros de Busovača. Ocurrieron dos días tras el ataque en las villas del Valle de Lašva. Se comprobó que el patrón de los mismos era continuado, y que dichos ataques contra los civiles bosníacos de la región de Bosnia central tenían un objetivo su erradicación de dichas zonas. El coronel Blaškić no llevó los ataques de forma efectiva hasta no contar con el beneplácito de los líderes políticos y las órdenes emanadas por Dario Kordić.

### Masacre de Zenica
El TPIY concluyó que el mercado de Zenica fue bombardeado por las HVO el 19 de abril de 1993 desde la villa de Putičevo, a 15 kilómetros de Zenica, matando a 15 personas e hiriendo a otras 50. Los proyectiles fueron disparados en tres ocasiones, en rondas de a dos disparos, entre las 12:10 p. m., 12:24 p. m. y 12:29 p. m., e hicieron impacto en el citado lugar. Dos miembros daneses de la misión ECMM visitaron la escena tras el bombardeo y tomaron fotografías retratando los hechos. Mostraron las escenas de devastación en el área del mercado, donde se aprecian los cuerpos en el suelo, autos destruidos, una parada de autobús demolida y otras edificaciones dañadas. Los croatas acusaron a los serbios por esta masacre, pero el tribunal TPIY descartó estas acusaciones durante el juicio a Dario Kordić.

### Cese de hostilidades
El 18 de abril, Tihomir Blaškić ordena a Stjepan Tuka, un comandante de la línea moderada de las HVO destacado en Fojnica, atacar Dusina. Tuka, sin embargo, no acató dicha orden a la espera de que se firmase un acuerdo que siguiera a una nueva política de compromiso en Fojnica para mantener la paz entre las partes. Como resultado de ello, le despidieron, iniciándose serias protestas por parte de los destacamentos locales de las HVO y de otras organizaciones leales.
El 19 de abril, el observador de la misión ECMM reporta un profundo deterioro de la situación en la región de Bosnia central, y reporta que se sospechaba d que el objetivo de los croatas era tomar los territorios de las dos provincias, aprovechando que la atención mundial se centraba en los sucesos de Srebrenica. El 20 de abril, Gaćice, una villa al sureste de Stari Vitez, fue atacada por las HVO.
Bajo la jefatura de la misión ECMM, el 21 de abril de 1993, se inician negociaciones entre el HVO y el ARBiH,  con el objetivo de asegurar un cese de hostilidades y la posterior desmovilización de los combatientes. El 25 de abril de 1993, durante una reunión en Zagreb entre el presidente bosnio Izetbegović y el autoproclamado presidente bosnio-croata Boban, se firma un acuerdo para el inmediato cese al fuego y a las hostilidades.

## Campos de concentración
El TPIY sentenció en el "Caso Kordić - Čerkez" que dentro de las acciones contra el pueblo bosnio, éstos fueron sistemáticamente objetos de tratos inhumanos o arbitrarios, como la reclusión por casos sin justificación o por su mero origen étnico. La afirmación de que fueron detenidos por razones de seguridad, o por su propia seguridad se consideró sin fundamento. En las detenciones,  los bosníacos fueron sometidos a malos tratos y condiciones infrahumanas hacinados en campos de concentración, incluso eran usados como rehenes o escudos humanos y eran forzados a cavar trincheras, fosas, o su propia tumba. Como resultado de lo anterior una cantidad significativa resultaron asesinados o heridos.

### Campo de concentración de Kaonik
El "Campo de concentración de Kaonik" estaba ubicado a cinco kilómetros al norte de Busovača. Los civiles y miembros de la Fuerza de Defensa Territorial de Bosnia fueron detenidos en éste campo en dos ocasiones: La primera sería tras el ataque del HVO a la villa de la municipalidad en enero de 1993;  la segunda, tras los ataques perpetrados en el Valle del río Lašva, entre abril y mayo de 1993. En el primero, cientos de varones bosníacos fueron detenidos. En el de mayo de 1993, 79 detenidos fueron listados. Las condiciones en el campo eran atroces: las celdas eran de dimensiones reducidas y hubo casos documentados de hacinamiento, muy mala higiene y la alimentación, que, en ocasiones era inexistente. Los detenidos fueron objeto de apaleamientos y otra serie de castigos. Los gritos eran amplificados en altavoces durante la noche. Las HVO forzaban a los detenidos de Kaonik a cavar trincheras (o sus tumbas) en varias ubicaciones. De acuerdo a la evidencia testimonial presentada, 26 de los retenidos de este momento nunca regresaron.

### Centro de detención de Vitez
El Cinema de Vitez era parte de un complejo de edificios con varias designaciones, en las que se incluían la de "el Cinema", "el Centro Cultural" o la de "Universidad de los obreros". Durante la guerra, éste complejo albergaría los cuarteles principales de la "Brigada Viteška". Partes de su estructura (primero su sótano, luego en el pasillo del cinema) fueron a su vez usados hasta después del 16 de abril de 1993, para la retención de entre 200-300 hombres bosníacos de todas las edades. El complejo era custodiado por soldados de las HVO en sus uniformes, algunos de estos eran miembros de la policía del HVO. Los prisioneros eran muchas veces apaleados durante su estancia, y eran forzados a cavar en el exterior trincheras; algunos de los detenidos nunca regresaron.
También fue destacado un centro de detención en el "Centro veterinario de Vitez", y sería usado los primeros días del conflicto en la zona. Cerca de 40 bosníacos fueron detenidos en el sótano yunas 70 personas lo fueron en total: Los guardianes no proveyeron a los detenidos de cuidados fueron las familias de dichos reclusos las que les llevaron alimentos mientras les fue posible. Los detenidos fueron llevados a cavar trincheras en Krušćica, en ellas se encontraron dos asesinados.

### Centro de detención de Dubravica
La "Escuela Elemental de Dubravica" se convirtió en un importante centro de detención para más de 300 bosníacos capturados por las HVO entre 16 al 30 de abril de 1993. Algunos de los allí retenidos resultaron heridos o muertos. Según sus testimonios, sufrieron castigos físicos y psicológicos,  sufriendo toda clase de maltratos y humillaciones y eran forzados a cavar trincheras. Anto Breljaš, un ex-soldado croata que fue . testigo en el juicio del caso Kordić,. afirmó que cerca de 350 bosníacos (entre varones, mujeres y niños)estuvieron presos. en las instalaciones de la escuela. A las mujeres y los niños se les separó de los hombres y se les retuvo en las aulas de clase y en el gimnasio. Los prisioneros militares fueron detenidos en el sótano y 15 de ellos fueron asesinados. Allí el aire no era suficiente, la alimentación inadecuada y no disponían de atención médica. Fueron maltratados, fueron usados como barreras humanas y en las labores de excavación de trincheras en áreas cercanas a la escuela y al poblado de Kula.

## Juicios individuales por crímenes de guerra
Los principales acusados,  juzgados tanto por el Tribunal Penal Internacional para la ex Yugoslavia como por la Corte Suprema de Bosnia y Herzegovina fueron los siguientes:
Acusados por el Tribunal Penal Internacional para la ex Yugoslavia
- Zlatko Aleksovski (condenado a 7 años de prisión)[10]
- Tihomir Blaškić (condenado a 45 años de prisión, posteriormente reducida a 9 años)[1]
- Miroslav Bralo ((condenado a 20 años de prisión)
- Mario Čerkez (condenado a 6 años de prisión)[2]
- Anto Furundžija (condenado a 10 años de prisión)
- Drago Josipović (condenado a 15 años de prisión, tras su apelación, reducida a 12 años)
- Dario Kordić (condenado a 25 años de prisión)[2]
- Zoran Kupreškić (condenado a 9 años de prisión, sentencia sobreseída tras su apelación)
- Mirjan Kupreškić (sentencia no fallada/sobreseída)
- Vlatko Kupreškić (caso sobreseído)
- Paško Ljubičić (condenado a 7 años de prisión)(10 años en prisión)
- Zoran Marinić (sentencia no fallada/sobreseída)
- Dragan Papić (caso sobreseído)
- Pero Skopljak (sentencia no fallada/sobreseída)
- Ivan Šantić (sentencia no fallada/sobreseída)
- Vladimir Šantić (condenado a 25 años de prisión, sentencia reducida a 18 años tras su apelación)

Acusados por la Corte Suprema de Bosnia y Herzegovina
- Paško Ljubičić (condenado a 10 años de prisión)
- Krešo Lučić (6 años en prisión, hallado responsable de parte los sucesos de Kreševo sucedidos durante la masacre del Valle de Lašva y como parte de los hechos de genocidio y homicidios sistemáticos contra la población civil Bosnia).

### Filmes relacionados
- Warriors y
- Warriors en Internet Movie Database (en inglés).
- The Death of Yugoslavia en Internet Movie Database (en inglés). - Part III. The Struggle for Bosnia

- Datos: Q2504602